# 曙光示真

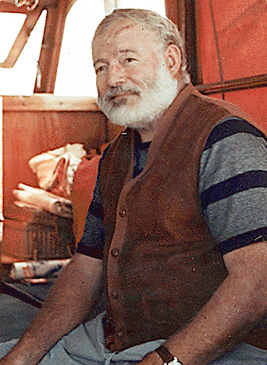
海明威，1950.

《曙光示真》（英語：True at First Light）是美国小说家欧内斯特·海明威的作品，记录了海明威与第四任妻子玛丽于1953-1954年间在东非的旅行，该书在海明威的百年诞辰1999年出版。大众媒体对这本书的评价并不理想，甚至在文学界激起了争论，争论有关于作家逝世后他的作品是否应该被重新编撰并发表。 与大众媒体中评论家不同的是，研究海明威的学者普遍认为，《曙光示真》是一本内容丰富的作品，同时是海明威后期作品中的杰出代表。
1954年1月，海明威和玛丽在非洲丛林中两天内遭遇了两次坠机。在他抵达恩德培接受记者采访时，国际媒体报道称他已经死亡。直到几个月后海明威回到欧洲，他的伤势才为大众所知。在接下来的两年里，海明威在哈瓦那度过了大部分时间，在那里他修改并撰写了那本被他称之为“有关非洲的书”，这本书在他1961年7月自杀时仍未完成。在20世纪70年代，玛丽把它和海明威的其他手稿一起捐赠给肯尼迪图书馆。这份手稿于20世纪90年代中期被海明威的儿子帕特里克发行。帕特里克将这部作品缩减为原稿的一半，以强化故事情节并突出其小说色彩。 最终这本书成为了一部同时带有传记和小说色彩的作品。
在书中，海明威探讨了婚姻里的冲突，在非洲欧洲文化与当地文化之间的冲突，以及当一位作家面临瓶颈期时的恐惧感。本书涵括了他对早期与其他作家间友谊的描写和对写作本质的阐释。

## 写作背景
海明威曾与第二任妻子波琳在1933年去过非洲旅行，他一直有再去一趟的打算。 那次旅程激发了海明威创作《乞力馬扎羅山的雪》的灵感，该短篇小说被收录在了《非洲的青山》中，这本书是海明威杰出作品中重要的一部分。  二十年后，1953年，在完成《老人与海》的写作后，海明威打算去坦噶尼喀探望他的儿子帕特里克。 美国杂志《展望》表示愿意为他的旅行提供1万5千美元的资金支持，并出资1万美元邀请他撰写一篇3500字的关于此次旅行的文章，同时派Earl Theisen作为摄影师随行，听到这些后海明威很快答应了。 海明威和妻子玛丽在六月离开了古巴，首先到了欧洲为接下来的旅程稍作安排，几个月后他们从威尼斯出发前往坦噶尼喀。他们于八月抵达，海明威很激动能成为一名荣誉监督官，在信中他写道，“这都是肯尼亚危机导致的”。海明威旅途中的向导Philip Percival，在1933年加入了这对夫妇为期四个月的探险；他们沿着肯尼亚撒冷盖的堤岸出发，在那里摄影师Earl Theisen捕捉下了海明威与象群的合影， 随后他们来到了基马纳沼泽，裂谷 ，最后前往坦噶尼喀探望海明威的儿子帕特里克。在拜访了帕特里克的农场后，他们在乞力马扎罗山的北坡处安顿了两个多月。 在此期间，向导珀西瓦尔离开了他们的营地回到帕特里克的农场，留下海明威担任狩猎监督官的职位，当地的守卫会定期像他汇报。海明威很自豪可以担任此职位，同时他相信：根据这期间的经验，他可以完成一本书的写作。
在同年的1月21日，海明威租下了飞往刚果盆地的观光航班，将此送给妻子玛丽作为迟到的圣诞节礼物；两天后，在他们航拍默奇森瀑布的飞行过程中，飞机撞上了一个废弃的电线杆并坠毁，机内乘客有轻微受伤。那晚，他们在灌木丛中驻扎了下来，等待对发出遇险信号做出的回应。一架客机发现了飞机坠毁点，并报告说该事故中没有幸存者，由此海明威遇难的消息就传遍了世界。

## 风格和流派
在《纽约时报》上，詹姆斯·伍兹称《曙光示真》是一本旅行游记，却变成了一本“充满想象力的回忆录”以及一本“名不符实”的小说。帕特里克·海明威坚定的认为这本书的手稿不仅仅是一本旅行日志。他在整理手稿时突出了书中的故事线，帕特里克解释其原因为“这本的精髓就在于故事中浪漫的细节“。他缩短了捕猎的情节，同时他着重加强了有关二十世纪中期非洲的描写以及”在非洲大陆上人们之前真正的关系“，这是为了对父亲海明威那句名言致以敬意，”where I go，you go"。虽然海明威将这本书的情节变得更加”小说化“，但在提及书中的人物时他说到，”我了解他们每一个人，非常了解”。研究海明威的学者罗伯特·弗莱明（他曾整理改写过海明威的手稿《乞力马扎罗山下》）认为帕特里克编辑原手稿的方式是正确的，因为他相信这本书显示出了一位作家不能”关掉制造虚构情节的机器“。正是书中有关军事的冲突让弗莱明相信这本书已属于”超小说“的范畴。该作品发行时，被归为小说。
  弗莱明认为， 《曙光示真》这本书的风格更倾向于《非洲的青山》与《流动的饗宴》，后者采用了提出一个中心主题再辅以对话的呈现形式。 不同于其他两本作品的是， 《曙光示真》没有钱前言，去“暗示作者的写作意图或影响读者的阅读方式”。 弗莱明认为海明威将《非洲的青山》看作是一部实验性的作品，而《流动的饗宴》是一部小说。《海明威：战后岁月和遗后小说》的作家罗斯·玛丽·伯韦尔认为，海明威对于写作“回忆录和小说古怪的结合体”乐在其中。她认为在《曙光示真》带有小说色彩的一面下，海明威可以幻想出第二个妻子并抛开自己的新教徒身份。

## 主题
弗莱明写道，海明威在《曙光示真》写作中“大部分是度假的状态”；伯韦尔看到的是一位乐于享受假期的作家，孩子气的举动使他没有意识到自己的行为会对营地的其他成员有何影响。 该作品给人的印象就是一个深入钻研非洲文化的男子，只不过在其中的一些故事线中加入了人小说元素。 玛丽被刻画成了一个唠叨鬼的形象，相比之下笔者却是“温和，成熟，体贴”和努力融入当地文化的形象。
  伯韦尔和弗莱明都认为这本书的潜在主题有关于衰老，这一主题可以从年轻育龄妇女的书中作家的吸引力展现了出来，海明威用“生育能力”来比喻了“日渐年迈的作家对于写作能力的焦虑感”。书中老象的形象象征了年迈和无法高效写作的作家，因此伯韦尔非常赞同帕特里克·海明威保留这一部分内容的决定。另一位研究海明威作品的学者希拉里·加斯特斯写道，这本书强调了“不再写作的作家”这一形象，这对海明威来说是比衰老还糟糕的命运。因此，她指出，《曙光示真》引出了一个自相矛盾的观点：“一位年迈的作家，写作对于他而言越来越困难，而这种情况下他在写一位不再写作的作家“。. 写作对海明威来说，一直都不是件易事。他无数次修改自己的作品，并致力于写出”短小精悍的句子“，为了做到这点，他每次都在还有很多可写的时候停笔。早期遗后小说《伊甸园》的编辑汤姆·詹克斯说到，海明威在《曙光示真》中展现了自己最糟糕的写作状态，完全是一副“自哀自怜，自我放纵，爱自夸”的形象，而整本书只不过是用零碎素材拼凑起来的产物。詹克斯认为，海明威只是漫无目的的写完了整本书，其中的情节完全不像他的早期作品《太阳照常升起》那样张弛有度。然而，他仍认为海明威仍有很好的写作素材和主题梗概，这一点为他的写作带来了成功的希望。
  《曙光示真》阐述了发生在20世纪中期非洲的矛盾的本质。当时 殖民主义 和 帝国主义 压迫着非洲部族和野生动物。  曾在坦桑尼亚（更确切地说是坦噶尼喀）生活过几十年的帕特里克·海明威说到，父亲海明威意识到了非洲政治未来的走向和不稳定，帕特里克同时也惊讶父亲竟然可以在20世纪中期对于非洲的写作中展现出如此深刻的见解。 研究海明威的学者安德森·哈伦格伦提及到了海明威遗后几本小说主题的相似性，这一点尤其表现在最后几本书。《曙光示真》中故事源自于非洲的一次暴动，这在《伊甸园》中也被象征地提及到。“《伊甸园》中描写的”马吉-马吉暴乱”充满坚决与目的性，而这正好与《曙光示真》中的肯尼亚危机对应" 。《海明威作品评论》的作者罗伯特·盖度谢克在写作过程中说到，通过海明威对部落平时训练的描写，可以看出文化冲突在书中“暗流涌动”；基督教和伊斯兰教这两座大山同时在反对当地宗教，而“玛丽/德巴三角”这一意象象征了白种的“太太和当地年轻女孩”。
像他第一本关于非洲的书《非洲的青山》一样，海明威也在《曙光示真》中加入了有关写作本质的离题思考，尤其提及到了詹姆斯·乔伊斯和大卫·赫伯特·劳伦斯。帕特里克·海明威曾解释道，父亲对大卫·赫伯特·劳伦斯提出的“世界上每一个区域都应有自己的宗教”这一观点十分感兴趣。书中男性主人公创造了属于他自己的宗教，正是体现了这一观点。在书中，妻子玛丽想要为圣诞节装饰一棵树的行为让当地的营地成员非常困惑。海明威意识到，在非洲没有一种主导的确定的宗教，因此在这片土地上，宗教可以被重新定义。

## 评价

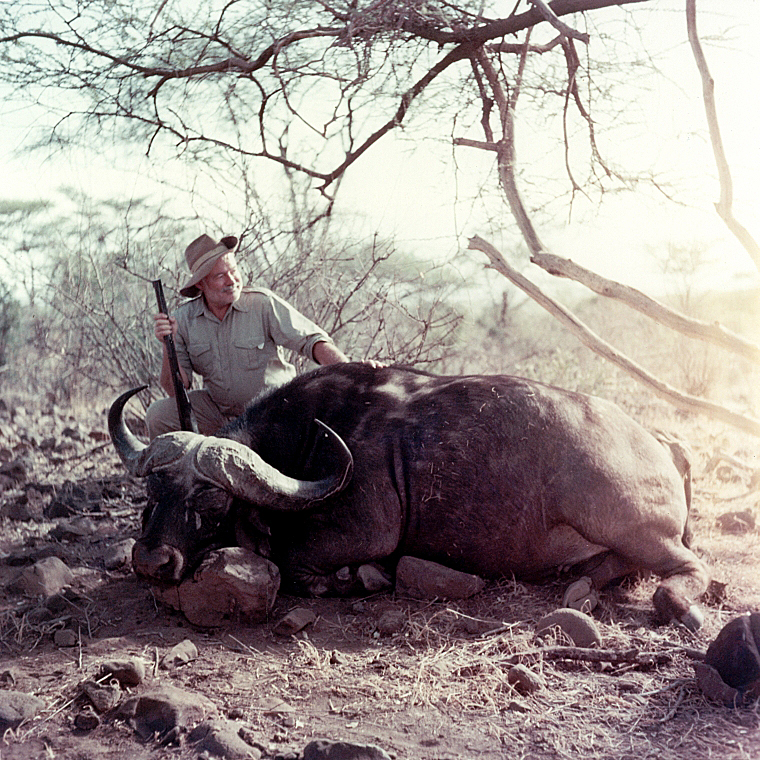
海明威与一只非洲水牛，摄于1953年非洲。《曙光示真》一书的出版使大众不再批判海明威作品中“持枪白种男子”的形象.

虽然这本书被列入了纽约时报畅销书榜，该作品还是收到了主流媒体的负面评价，然而研究海明威的学者对其给予了肯定。在纽约时报对此书出版前的检阅中，拉夫·布鲁门萨尔说到，这本书并不如海明威之前的自传体小说出色，同时他怀疑海明威是否想要把“他的名声和最后的文字托付给任何一个编辑，甚至是他的儿子”。综合海明威和德巴之间的关系，美国《展望》杂志特聘摄影师的摄影，这场旅行本身以及后来发生的飞机意外，布鲁门萨尔考虑到了这本书自传的色彩。在1999年《纽约时报》对此书的评论中，詹姆斯·伍兹提出，虽然编辑把这本书标榜为小说，但海明威本人并不这么认为。他认为，海明威后期的作品只是对早期作品的拙劣模仿。据英国《卫报》的评论说，《曙光示真》是海明威最糟糕的作品之一。
克里斯托弗·翁达杰在英国《独立报》上写道，海明威作品的商业化削弱了他遗后作品的真正价值。翁达杰将关于非洲的故事列入了海明威最好的作品，虽然他关于非洲的遗后作品大多被世人所忽略。在美国《国家民族政论》的一篇文章中，布兰达·温纳普称这本书是“忧伤克里斯托弗·翁达杰在英国《独立报》上写道，海明威作品的商业化削弱了他遗后作品的真正价值。翁达杰将关于非洲的故事列入了海明威最好的作品，虽然他关于非洲的遗后作品大多被世人所忽略。在美国《国家民族政论》的一篇文章中，布兰达·温纳普称这本书是“悲痛但不完美的”。然而，她指出这本书“使我们记起了海明威作品最感人肺腑，敏锐和美妙的一面”。《出版者周刊》对此书也作出了相似的评价——"在这本书中，我们可以可以偶尔看到海明威早期作品的影子，但这只是零星的光辉而已”。 
研究海明威的学者认为，这部作品比想象的更加复杂，因此不建议粗读。随着《曙光示真》的问世，人们看到了海明威具有人道主义和同理心的一面，他们不再批判“持枪白种男子”这一形象。罗伯特·弗莱明把该作品纳入了海明威杰出作品中，“这本书比表面上更加深刻，大众媒体给出的评价并不能匹配海明威应得的声誉。有关海明威后期作品的严肃评论不应该忽略这部作品的文学价值”。盖德萨克赞扬了这部作品散文式的写作风格，他称这是海明威写作的一个新角度；同时他认为，这本书的情节连贯，完整且有着有序的主题。伯韦尔认为随手稿的编辑大部分是出色的，虽然有一些情节的流失让她觉得很可惜，因为这些情节凸显了整本书所蕴含的主题。传记作家凯尼斯·琳批判了海明威的儿子对手稿的编辑方式，但对于海明威，他却说：”该回忆传记是完全坦诚的“，同时保罗·格里承认这本书的发行“突出了海明威作为一名作家的勇气”。虽然詹姆斯·伍德认为这部作品的写作并没有什么技巧，但他仍觉得海明威即使在最糟糕的时期也是一位令人信服的作家，同时他指出文学财产不应该阻碍文学作品对世人的深远影响。

## 引用
1. ↑  Mellow 1992，第337–340頁
2. ↑  Mellow 1992，第582–588頁
3. ↑  Baker 1981，第825頁
4. ↑  Baker 1972，第331–333頁
5. 1 2  Reynolds 2000，第270–276頁
6. ↑  Hemingway, Ernest 1999
7. 1 2 3  Wood, James. . The New York Times. 11 July 1999  [2010-02-05]. （原始内容存档于2017-10-12）.
8. ↑  Justice 1999，第39–41頁
9. ↑  Jenks 1999
10. 1 2 3  Seefeldt 1999
11. ↑  Hallengren, Anders. . Nobelprize.org.   [2010-02-05]. （原始内容存档于2010-08-03）.
12. 1 2 3  Gajdusek 1999
13. 1 2  Fleming 1999，第28–30頁
14. 1 2  del Gizzo 1999
15. ↑  . The New York Times. 5 September 1999  [2011-03-24]. （原始内容存档于2009-04-17）.
16. ↑  Blumenthal, Ralph. A New Book By Hemingway; Blend of Life and Fiction Tells of African Bride （页面存档备份，存于） The New York Times. 14 August 1998. Retrieved 2010-02-09
17. ↑  Campbell, Jim. . The Guardian. 4 July 1999  [2010-02-07]. （原始内容存档于2014-01-04）.
18. ↑  Ondaatje, Christopher. . The Independent. 30 October 2001  [2010-03-29]. （原始内容存档于2010-07-25）.
19. ↑  Wineapple 1999
20. ↑  Steinberg 1999
21. ↑  Burwell 1999
22. ↑  Lynn 1999
23. ↑  Gray, Paul. . Time Magazine. 5 July 1999, 154 (1)  [2010-04-13]. （原始内容存档于2013-08-25）.